# Tapis de prière

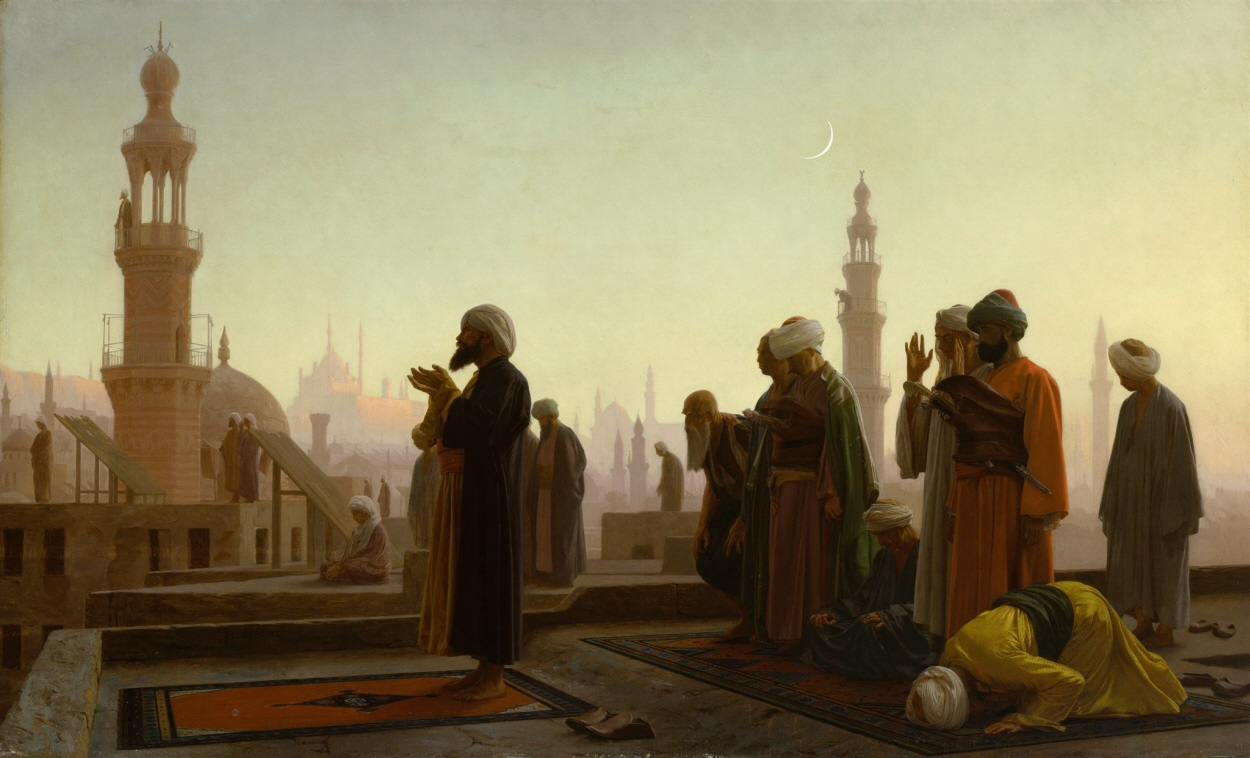
L'heure de la prière, au Caire, Jean-Léon Gérôme.

Un tapis de prière (arabe : سجادة, sajada, persan : جانماز, janamaz ; turc : seccade) est un tapis sur lequel les musulmans se prosternent (sujud) au cours de leurs cinq prières quotidiennes (salat). Ces tapis permettent de délimiter un espace de prière,. Certains musulmans n'en utilisent pas.
Il permet au croyant de prier dans un relatif confort et sans se salir malgré la proximité avec le sol. L'esthétique de ces tapis peut varier. Certains portent la représentation d'un mihrab ou un axe symbolisant la qibla (direction de La Mecque). Certains tapis portaient des marques de positionnement pour les jambes et les mains du fidèle. Le décor des premiers tapis nous est mal connu.
La zabiba est une marque sur le front de certains musulmans, due à la friction générée par le contact régulier du front avec ce tapis de prière.

## L'histoire du tapis de prière
L'histoire du tapis de prière en islam remonte à l'époque du prophète Muhammad, qui a établi les fondements de la religion musulmane au VIIe siècle.
Au début, les musulmans priaient sur des surfaces rugueuses et inégales, telles que des pierres, du sable ou des nattes en feuilles de palmier. Cependant, lors de ses voyages, le Prophète avait l'habitude de délimiter un endroit spécifique pour prier sur une natte en paille tressée, appelée « suffa ».
Au fil du temps, l'utilisation de tapis de prière en islam s'est généralisée, car ils offraient un meilleur confort et une plus grande propreté lors de la prière. Les tapis de prière étaient fabriqués à partir de différents matériaux, tels que la laine, le coton ou la soie, et étaient souvent décorés de motifs géométriques ou floraux.
Au cours des siècles, les tapis de prière sont devenus un élément important de la pratique religieuse musulmane, étant utilisés dans les mosquées, les maisons et les lieux publics pour offrir un endroit propre et confortable pour prier.
Aujourd'hui, les tapis de prière sont disponibles dans une grande variété de couleurs, de tailles et de designs pour répondre aux besoins et aux préférences des musulmans du monde entier. Ils sont également fabriqués dans une grande variété de matériaux, y compris des matériaux écologiques tels que le bambou et le coton bio.